# Väsby United
Väsby United var en fotbollsförening från Upplands Väsby. Klubben bildades inför säsongen 2005 genom sammanslagning av FC Café Opera och Väsby IK. Klubben upphörde genom sammanslagning med Athletic FC, varigenom AFC United (sedermera AFC Eskilstuna) bildades i dess ställe. När Väsby United försvann återstartades säsongen 2022/2023 F.C Väsby Akademiska för att bibehålla den fotbollskultur som finns i Upplands Väsby.

## Historia
Café Opera hade spelat i Superettan sedan säsongen 2000 och var sedan ett par säsonger en samarbetsförening till AIK. När AIK åkte ur allsvenskan 2004 och därmed skulle spela i samma serie som "Caféet" tvingades de revidera samarbetsformerna, exempelvis kunde de inte fortsatt dela träningsanläggning. Samtidigt hade Väsby IK förlorat kvalspel till samma serie fem gånger sedan 1998. "Lösningen" för de tre parterna blev att Café Opera och Väsby IK FK slogs samman till Väsby United. Föreningen ärvde Caféets superettanplats men förlades till Väsby och ärvde VIK:s grönvita färger, med fortsatt samarbete med AIK.
Premiäråret för Väsby United slutade med en niondeplats i Superettan. Notabelt är att laget vann bägge derbyna mot AIK med 2-1. Bägge spelades på Råsunda, hela 8 672 åskådare kunde glädjas åt Väsbys hemmavinst den 15 augusti 2005. Säsongen 2006 slutade VU på 14:e plats och fick försöka kvala sig kvar mot Sirius. Kvalspelet slutade dock med degradering efter 1-1 på Studenternas och 0-1 Olle Kullinger på Vilundavallen. Samma säsong nådde dock klubben kvartsfinal i Svenska cupen efter att bland annar ha slagit ut Malmö FF.
Sejouren i division 1] blev endast ettårig. Eftersom Allsvenskan skulle utökas flyttades både ettan och tvåan upp till Superettan. Väsby knep andraplatsen bakom Assyriska och säkrade därmed en snabb återkomst till Superettan. Därefter följde tre säsonger i Superettan: nionde plats (2008), tolfte plats (2009) och sistaplats och degradering (2010). Återkomsten till division 1 2011 slutade med förlust i kvalspel. Väsby slutade tvåa bakom Umeå FC men föll sedan i kvalet mot IFK Värnamo (0-2h, 0-1b). Säsongen 2012 klarade sig Väsby kvar efter en elfteplats.
AIK hade vid denna tidpunkt avslutat samarbetet med skuldtyngda Väsby United. Föreningen hittade en ny samarbetspartner i den ryske affärsmannen Alex Ryssholm och hans förening Athletic FC. Klubbarna slogs ihop till AFC United inför säsongen 2013, flyttade sedan till Solna och sedan vidare till Eskilstuna där skapelsen döptes om till AFC Eskilstuna.